# Ząbrowo (powiat kołobrzeski)
Ząbrowo – wieś w północno-zachodniej Polsce, położona w województwie zachodniopomorskim, w powiecie kołobrzeskim, w gminie Gościno.
Według danych z 30.06.2014 wieś miała 226 stałych mieszkańców.
Wieś tworzy sołectwo Ząbrowo, obejmujące tylko Ząbrowo. Rada sołecka, która wspomaga sołtysa może się składać od 3 do 6 członków, a ich liczbę ustala zebranie wiejskie.

## Historia
Wieś powstała w średniowieczu na terenie Księstwa pomorskiego na osi wschód–zachód. Droga przez wieś została później przedłużona na wschód do rzeki Parsęty, na której był prom, a od 1913 roku most. Pierwsza udokumentowana wzmianka o wsi pochodzi z 1276 roku. Wówczas biskup kamieński Hermann von Gleichen potwierdził swoje posiadłości kapitule katedralnej w Kołobrzegu. Wieś zwana wówczas Zymbrowe została przypisana do beneficjum kanonika. Wieś przeszła później w posiadanie miasta Kołobrzeg i do XIX wieku pozostał jedną z wsi miejskich. Wieś zaznaczono na mapie Księstwa Pomorskiego z 1618 roku pod nazwą Sammerow.
W czasie wojny siedmioletniej (1756-1763), podczas oblężenia Kołobrzegu, wieś została zdewastowana, gdy oddział rosyjski wyburzył zabudowania, aby wykorzystać drewno na opał. Po zakończeniu wojny wieś została odbudowana. W 1853 r. na zachód od wsi ukończono nową drogę z Kołobrzegu i od tego czasu rozwój wsi przebiegał po jej obu stronach. W 1895 roku wieś otrzymała połączenie z linią kolejową z Kołobrzegu.
W 1945 roku wieś zajęły oddziały Armii Czerwonej, ludność wysiedlono do Niemiec, a na jej miejsce przybyli przesiedleńcy z terenów II Rzeczypospolitej, które zostały przyłączone do ZSRR.